# Hexachaeta aex
Hexachaeta aex är en tvåvingeart som först beskrevs av Walker 1849.  Hexachaeta aex ingår i släktet Hexachaeta och familjen borrflugor. Inga underarter finns listade i Catalogue of Life.